# Nuevo Pescadito de Abajo Dos
Nuevo Pescadito de Abajo Dos är en ort i Mexiko.   Den ligger i kommunen San Miguel Soyaltepec och delstaten Oaxaca, i den sydöstra delen av landet, 300 km öster om huvudstaden Mexico City. Nuevo Pescadito de Abajo Dos ligger 85 meter över havet och antalet invånare är 896.
Terrängen runt Nuevo Pescadito de Abajo Dos är platt åt sydväst, men åt nordost är den kuperad. Runt Nuevo Pescadito de Abajo Dos är det ganska glesbefolkat, med 39 invånare per kvadratkilometer. Närmaste större samhälle är San Lucas Ojitlán, 9,5 km söder om Nuevo Pescadito de Abajo Dos. Omgivningarna runt Nuevo Pescadito de Abajo Dos är en mosaik av jordbruksmark och naturlig växtlighet.